# Holger Lissner
Holger Lissner (født 15. juli 1938 i Rynkeby) er en dansk præst og salmedigter.

## Biografi
Han har været lærer på N. Zahles skole 1062-64, Mariaforbundets praktisk-sociale kursus 1961-70, og højskolelærer på Løgumkloster højskole 1971-79 og præst i Sønder Bjert i 1980-2003. Pensioneret i 2003 og blev foredragsholder og skribent 2003-24.
Holger Lissner har arbejdet meget med salmer, både som salmedigter og -komponist, som initiativtager til oprettelsen af Haslevkredsen af salmedigtere og - komponister kaldet "Holger-banden" og endelig som (med)udgiver af samlinger af nye salmer og af korværker. Han er repræsenteret i Den danske salmebog, Norsk salmebog, Den svenska Psalmboken, Psalmer i 2000-talet og det finske salmebogstillæg samt mange andre sangbøger, deriblandt Højskolesangbogen, Han har skrevet tre rækker meget benyttede kollektbønner, og også skrevet de gendigtninger af gudstjenestens led, som indgår i Spillemandsmessen, fra 2004, en gudstjeneste med dansk spillemandsmusik.

## Udgivelser
Holger Lissner har bl.a. udgivet:
- "Løgumklostersangbogen" (Salmer og sange til vor tid),  Løgumkloster højskole, 1974 (redaktør og bidragyder)
- Hvor er Gud (billedbog), Aros, 1987
- Det levende vand (korværk), Edition Egtved, 1990
- Gudstjeneste for alle sanser, Unitas, 1995. Bog om børnegudstjenester
- Du fylder mig med glæde (salmer) Unitas, 1998
- Jonas (Musical)  Unitas,1996
- Livets træ (korværk), 1998
- Det forsvundne får (billedbog) Unitas, 2005
- Maria (korværk) Wilhelm Hansen, 2005
- Du skal elske din fjende. (24 salmer med melodier af Michael Bojesen), Christianskirken Fredericia, 2008
- Så gådefuldt stort. Nye sange og salmer fra Løgumkloster, Løgumkloster højskole, 2010 (redaktør og bidragyder)
- Kollekter og bønner, Aros forlag, 2010
- Lysets utålmodighed[2] (Salmer til gammeltestamentlige læsninger af tolv salmedigtere fra vor tid), Unitas, 2011. (redaktør og bidragyder)
- Lyset skinner i mørket (korværk) Wilhelm Hansens forlag, 2013
- Sangene synger i os[3] (Salmer og sange), Unitas, 2014
- Årets gang, 23 årstidssalmer, Unitas, 2015, (redaktør og bidragyder)
- Endnu en dag, 23 morgen- og aftensalmer, Eksistensen, 2017 (redaktør og bidragyder)
- Det er livet, der vil leves. Festskrift i anledning af Holger Lissner 80 årsdag. Syng Nyt 2018
- Peter Møllers salmemelodier. Forlaget Mixtur, 2019 (redaktør)
- Med kærlig hilsen. 86 Epistelsalmer, Eksistensen 2021 (redaktør og bidragyder)

## Salmer
Holger Lissner er i Den Danske Salmebog repræsenteret med følgende originale salmer og desuden med en række oversættelser:
- 371: Du fylder mig med glæde
- 414: Den mægtige finder vi ikke
- 551: Der er en vej
- 552: Nu har du taget fra os
- 660: Kom, hjælp mig, Herre Jesus
- 678: Guds fred er glæden i dit sind
- 698: Kain, hvor er din bror?
- 786: Nu går solen sin vej